# Baeotis barce
Baeotis barce is een vlindersoort uit de familie van de prachtvlinders (Riodinidae), onderfamilie Riodininae.
Baeotis barce werd in 1875 beschreven door Hewitson.